# Меґан Олдем
Меґан Олдем (12 травня 2001 , Ньюмаркет, Онтаріо ) — канадська фристайлістка,  призерка чемпіонатів світу та етапів Кубка світу.

## Спортивні результати

### Олімпійські ігри
| Рік  | Місто        | Слоупстайл | Біг-ейр |
| ---- | ------------ | ---------- | ------- |
| 2022 | Пекін, Китай | 13         | 4       |

### Чемпіонат світу
| Рік                           | Місто                         | Слоупстайл                    | Біг-ейр                       |
| Чемпіонат світу серед юніорів | Чемпіонат світу серед юніорів | Чемпіонат світу серед юніорів | Чемпіонат світу серед юніорів |
| ----------------------------- | ----------------------------- | ----------------------------- | ----------------------------- |
| 2019                          | Клеппен, Швеція               | 9                             | 2                             |
| Чемпіонат світу               |                               |                               |                               |
| 2021                          | Аспен, США                    | 3                             | 4                             |
| 2023                          | Бакуріані, Грузія             | 2                             | 3                             |
| 2025                          | Енгадін, Швейцарія            | 3                             |                               |

### Кубок світу
| Сезон   | Дата            | Місце проведення       | Дисципліна | Місце |
| ------- | --------------- | ---------------------- | ---------- | ----- |
| 2018–19 | 27 січня 2019   | Сейсер Альм, Італія    | слоупстайл | 2     |
| 2018–19 | 10 березня 2019 | Момантова гора, США    | слоупстайл | 3     |
| 2018–19 | 30 березня 2019 | Сільваплана, Швейцарія | слоупстайл | 1     |
| 2019–20 | 15 лютого 2020  | Калгарі, Канада        | слоупстайл | 3     |
| 2021–22 | 5 березня 2022  | Бакуріані, Грузія      | слоупстайл | 1     |
| 2022–23 | 16 грудня 2022  | Гора Куппера, США      | біг-ейр    | 1     |

Оновлення 19 лютого 2023.